# Моорока О-Мацу
Моорока О-Мацу, Омацу — гейша, с которой общался цесаревич Николай Александрович (Николай II) во время своего Восточного путешествия 1890—1891 годов. Изображение девушки в натуральную величину (кукла-портрет) хранится в петербургской Кунсткамере (МАЭ РАН).
С гейшей цесаревич познакомился в одном из увеселительных заведений города Киото. По другим данным, она была куртизанкой из Нагасаки.
Её портрет в виде куклы в натуральную величину был преподнесен Николаю перед его отплытием из Японии знаменитым мастером по имени Кавасима Дзимбэй II (川島甚兵衛), который действовал по поручению императора Мэйдзи. Как и другой японский подарок — хранящийся в Эрмитаже парчовый ковёр с изображением ритуальной охоты на собак, — кукла является произведением мануфактуры Kawashima Orimono. Считается, что этот подарок был изготовлен мастером по инициативе императора Японии после инцидента в Оцу. Но поскольку содержание его было чересчур неофициального свойства, было решено, что куклу подарит Дзимбэй, на чей мануфактуре была выткана одежда для куклы.
Кукла изготовлена согласно традициям японского декоративно-прикладного искусства из традиционных материалов (папье-маше, дерево, краска, ткань шелковая, парча, волос человека, медь, стекло). По возвращении в Петербург она, вместе с другими многочисленными сувенирами путешествия цесаревича, была передана в Кунсткамеру, где хранится и поныне (МАЭ № 312-98).